# Kosowec
Kosowec (bułg. Косовец) – wieś w Bułgarii, w obwodzie Burgas, w gminie Pomorie. W 2023 roku liczyła 218 mieszkańców.